# منجمد در زمان (آلبوم آبیچوآری)
منجمد در زمان (به انگلیسی: Frozen in Time) ششمین آلبوم استودیویی گروه دث-متال آمریکایی آبیچوآری است. این آلبوم در ۱۲ ژوئیه ۲۰۰۵ میلادی منتشر شد و همچنین اولین آلبوم گروه پس از جدایی شش ساله‌شان از ۱۹۹۷ میلادی است. همچنین منجمد در زمان آخرین آلبومی است که در آن آلن وست به گیتارنوازی می‌پردازد.
اسکات برنز، شریک دراز مدت آبیچوآری که از سال ۱۹۹۴ و پس از آلبوم مرگ جهانی همکاری دیگری با آبیچوآری نداشت نیز، در این آلبوم به عنوان آهنگساز (تنظیم) ایفای نقش کرد. هرچند که این آخرین همکاری با وی پس از بازنشستگی‌اش از آهنگسازی بود.
نماهنگی برای قطعهٔ «دیوانه» ساخته شده‌است.

## فهرست قطعات
| شماره      | نام                 | آهنگساز                       | مدت   |
| ---------- | ------------------- | ----------------------------- | ----- |
| ۱.         | «پایکوبی ردنک»      | جی. تاردی/ دی. تاردی/ آلن وست | ۳:۳۲  |
| ۲.         | «روی زمین»          | آلن وست/ جی. تاردی/ دی. تاردی | ۳:۱۰  |
| ۳.         | «دیوانه»            | آلن وست/ جی. تاردی/ دی. تاردی | ۳:۲۵  |
| ۴.         | «کور شده»           | آلن وست/ جی. تاردی/ دی. تاردی | ۲:۵۶  |
| ۵.         | «بازگشت به درون»    | پرز/ جی. تاردی/ دی. تاردی     | ۲:۴۲  |
| ۶.         | «رویکرد»            | آلن وست/ جی. تاردی/ دی. تاردی | ۳:۵۴  |
| ۷.         | «ایستاده در تنهایی» | پرز/ جی. تاردی/ دی. تاردی     | ۳:۴۴  |
| ۸.         | «مرگ آرام»          | آلن وست/ جی. تاردی/ دی. تاردی | ۳:۰۳  |
| ۹.         | «انکار شده»         | پرز/ جی. تاردی/ دی. تاردی     | ۳:۳۷  |
| ۱۰.        | «فک‌قفل»             | پرز/ جی. تاردی/ دی. تاردی     | ۴:۱۳  |
| مجموع مدت: | مجموع مدت:          | مجموع مدت:                    | ۳۴:۱۶ |

## دست اندر کاران
- جان تاردی - خواننده
- آلن وست - نوازنده گیتار لید
- تروور پرز - نوازنده گیتار ریتم
- فرانک واتکینز - بیس‌نواز
- دونالد تاردی - درام‌زن